# Дембіна (гміна Стшельце)
Дембіна (пол. Dębina) — село в Польщі, у гміні Стшельці Кутновського повіту Лодзинського воєводства.
Населення — 63 особи (2011).
У 1975-1998 роках село належало до Плоцького воєводства.

## Демографія
Демографічна структура станом на 31 березня 2011 року:
|          | Загалом | Допрацездатний вік | Працездатний вік | Постпрацездатний вік |
| -------- | ------- | ------------------ | ---------------- | -------------------- |
| Чоловіки | 31      | 3                  | 25               | 3                    |
| Жінки    | 32      | 5                  | 18               | 9                    |
| Разом    | 63      | 8                  | 43               | 12                   |